# David Wallach
David Wallach (Haifa, 23 de janeiro de 1946) é um biólogo molecular israelense.

## Vida
Estudou a partir de 1966 bioquímica e química na Universidade Hebraica de Jerusalém, onde obteve o bacharelado em 1968, em 1969 um mestrado e em 1974 um doutorado, orientado por Michael Schramm.
No pós-doutorado esteve de 1974 a 1977 nos Institutos Nacionais da Saúde em Bethesda (Maryland), onde trabalhou com Ira Pastan. Trabalha desde 1977 no Instituto Weizmann de Ciência, onde foi em 1983 professor associado e em 1995 professor.
Recebeu juntamente com Anthony Cerami o Prêmio Paul Ehrlich e Ludwig Darmstaedter de 2018.